# Championnat du monde de motocross 2000
Navigation
Édition précédente Édition suivante

## Grands Prix de la saison 2000

### 125 cm3
| Manche | Date             | Grand Prix                    | Lieu                | 1re manche        | 2e manche         | Vainqueur du Grand Prix |
| ------ | ---------------- | ----------------------------- | ------------------- | ----------------- | ----------------- | ----------------------- |
| 1      | 26 mars 2000     | Grand Prix d'Espagne          | Bellpuig            | Thomas Traversini | Mike Brown        | James Dobb              |
| 2      | 2 avril 2000     | Grand Prix de France          | Plomion             | Carl Nunn         | Carl Nunn         | Carl Nunn               |
| 3      | 9 avril 2000     | Grand Prix des Pays-Bas       | Valkenswaard        | Grant Langston    | Grant Langston    | Grant Langston          |
| 4      | 30 avril 2000    | Grand Prix du Brésil          | Indaiatuba          | Mike Brown        | Luigi Seguy       | Luigi Seguy             |
| 5      | 14 mai 2000      | Grand Prix de Croatie         | Mladina             | Mike Brown        | Mike Brown        | Mike Brown              |
| 6      | 28 mai 2000      | Grand Prix de Grande-Bretagne | Foxhill             | Kenneth Gundersen | James Dobb        | James Dobb              |
| 7      | 4 juin 2000      | Grand Prix d'Europe           | Spa-Francorchamps   | Grant Langston    | James Dobb        | Grant Langston          |
| 8      | 11 juin 2000     | Grand Prix de Saint-Marin     | Borgo Maggiore      | Grant Langston    | Thomas Traversini | Thomas Traversini       |
| 9      | 25 juin 2000     | Grand Prix d'Italie           | San Severino Marche | Grant Langston    | Thomas Traversini | Thomas Traversini       |
| 10     | 2 juillet 2000   | Grand Prix de Slovénie        | Orehova Vas         | Grant Langston    | Grant Langston    | Grant Langston          |
| 11     | 9 juillet 2000   | Grand Prix d'Autriche         | Launsdorf           | Grant Langston    | Grant Langston    | Grant Langston          |
| 12     | 30 juillet 2000  | Grand Prix de Belgique        | Grobbendonk         | James Dobb        | Brian Jorgensen   | James Dobb              |
| 13     | 5 août 2000      | Grand Prix des Pays-Bas       | Berghem             | Kenneth Gundersen | Grant Langston    | Grant Langston          |
| 14     | 13 août 2000     | Grand Prix du Luxembourg      | Folkendange         | Mike Brown        | Mike Brown        | Mike Brown              |
| 15     | 27 août 2000     | Grand Prix de Finlande        | Heinola             | Grant Langston    | Grant Langston    | Grant Langston          |
| 16     | 3 septembre 2000 | Grand Prix d'Allemagne        | Gaildorf            | Mike Brown        | Mike Brown        | Mike Brown              |

### 250 cm3
| Manche | Date             | Grand Prix                       | Lieu                 | 1re manche       | 2e manche        | Vainqueur du Grand Prix |
| ------ | ---------------- | -------------------------------- | -------------------- | ---------------- | ---------------- | ----------------------- |
| 1      | 19 mars 2000     | Grand Prix d'Espagne             | Talavera de la Reina | Gordon Crockard  | Ryan Hughes      | Gordon Crockard         |
| 2      | 26 mars 2000     | Grand Prix du Portugal           | Agueda               | Mickaël Pichon   | Mickaël Pichon   | Mickaël Pichon          |
| 3      | 9 avril 2000     | Grand Prix des Pays-Bas          | Valkenswaard         | Frédéric Bolley  | Mickaël Pichon   | Frédéric Bolley         |
| 4      | 30 avril 2000    | Grand Prix d'Italie              | Mantoue              | Mickaël Pichon   | Mickaël Pichon   | Mickaël Pichon          |
| 5      | 14 mai 2000      | Grand Prix de République tchèque | Loket                | Frédéric Bolley  | Mickaël Pichon   | Mickaël Pichon          |
| 6      | 28 mai 2000      | Grand Prix de Grande-Bretagne    | Foxhill              | Annulée pluie    | Annulée pluie    |                         |
| 7      | 4 juin 2000      | Grand Prix d'Europe              | Spa-Francorchamps    | Pit Beirer       | Frédéric Bolley  | Frédéric Bolley         |
| 8      | 12 juin 2000     | Grand Prix de France             | Brou                 | Mickaël Pichon   | Frédéric Bolley  | Frédéric Bolley         |
| 9      | 25 juin 2000     | Grand Prix de Slovaquie          | Lucenec              | Pit Beirer       | Claudio Federici | Claudio Federici        |
| 10     | 2 juillet 2000   | Grand Prix de Belgique           | Kester               | Frédéric Bolley  | Frédéric Bolley  | Frédéric Bolley         |
| 11     | 16 juillet 2000  | Grand Prix du Brésil             | Belo Horizonte       | Mickaël Maschio  | Mickaël Pichon   | Yves Demaria            |
| 12     | 30 juillet 2000  | Grand Prix de Belgique           | Grobbendonk          | Mickaël Pichon   | Gordon Crockard  | Gordon Crockard         |
| 13     | 6 août 2000      | Grand Prix de Belgique           | Namur                | Yves Demaria     | Yves Demaria     | Yves Demaria            |
| 14     | 13 août 2000     | Grand Prix du Luxembourg         | Folkendange          | Claudio Federici | Frédéric Bolley  | Frédéric Bolley         |
| 15     | 27 août 2000     | Grand Prix d'Allemagne           | Teutschenthal        | Frédéric Bolley  | Frédéric Bolley  | Frédéric Bolley         |
| 16     | 3 septembre 2000 | Grand Prix de Suisse             | Roggenburg           | Yves Demaria     | Mickaël Maschio  | Pit Beirer              |

### 500 cm3
| Manche | Date             | Grand Prix                    | Lieu              | 1re manche       | 2e manche        | Vainqueur du Grand Prix |
| ------ | ---------------- | ----------------------------- | ----------------- | ---------------- | ---------------- | ----------------------- |
| 1      | 19 mars 2000     | Grand Prix d'Australie        | Broadford         | Joël Smets       | Joël Smets       | Joël Smets              |
| 2      | 2 avril 2000     | Grand Prix d'Italie           | Lago              | Marnicq Bervoets | Joël Smets       | Joël Smets              |
| 3      | 9 avril 2000     | Grand Prix des Pays-Bas       | Valkenswaard      | Joël Smets       | Marnicq Bervoets | Marnicq Bervoets        |
| 4      | 23 avril 2000    | Grand Prix d'Espagne          | Osuna             | Joël Smets       | Joël Smets       | Joël Smets              |
| 5      | 14 mai 2000      | Grand Prix d'Autriche         | Schwanenstadt     | Marnicq Bervoets | Peter Johansson  | Peter Johansson         |
| 6      | 4 juin 2000      | Grand Prix d'Europe           | Spa-Francorchamps | Joël Smets       | Joël Smets       | Joël Smets              |
| 7      | 11 juin 2000     | Grand Prix de Suède           | Tibro             | Peter Johansson  | Joël Smets       | Joël Smets              |
| 8      | 25 juin 2000     | Grand Prix de France          | Iffendic          | Joël Smets       | Joël Smets       | Joël Smets              |
| 9      | 2 juillet 2000   | Grand Prix de Belgique        | Kester            | Joël Smets       | Joël Smets       | Joël Smets              |
| 10     | 9 juillet 2000   | Grand Prix de Grande-Bretagne | Culham            | Joël Smets       | Joël Smets       | Joël Smets              |
| 11     | 16 juillet 2000  | Grand Prix d'Allemagne        | Fürstlich Drehna  | Joël Smets       | Joël Smets       | Joël Smets              |
| 12     | 30 juillet 2000  | Grand Prix de Belgique        | Grobbendonk       | Joël Smets       | Joël Smets       | Joël Smets              |
| 13     | 5 août 2000      | Grand Prix de Belgique        | Namur             | Joël Smets       | Joël Smets       | Joël Smets              |
| 14     | 13 août 2000     | Grand Prix du Luxembourg      | Folkendange       | Marnicq Bervoets | Joël Smets       | Joël Smets              |
| 15     | 27 août 2000     | Grand Prix des Pays-Bas       | Halle             | Joël Smets       | Joël Smets       | Joël Smets              |
| 16     | 3 septembre 2000 | Grand Prix de Suisse          | Roggenburg        | Joël Smets       | Marnicq Bervoets | Marnicq Bervoets        |

## Classement du Championnat du Monde 125 cm3
| Clas. | Pilote              | Pays            | Constructeur | Nombre de points | Nombre de victoires de GP | Nombre de podiums de GP | Nombre de victoires de manches |
| 1     | Grant Langston      | Afrique du Sud  | KTM          | 493              | 6                         | 11                      | 12                             |
| 2     | James Dobb          | Grande-Bretagne | KTM          | 419              | 3                         | 9                       | 3                              |
| 3     | Mike Brown          | États-Unis      | Honda        | 379              | 3                         | 8                       | 8                              |
| 4     | Luigi Seguy         | France          | Yamaha       | 282              | 1                         | 3                       | 1                              |
| 5     | Patrick Caps        | Belgique        | KTM          | 271              |                           | 3                       |                                |
| 6     | Thomas Traversini   | Italie          | Husqvarna    | 236              | 2                         | 3                       | 3                              |
| 7     | Kenneth Gundersen   | Norvège         | KTM          | 205              |                           | 3                       | 2                              |
| 8     | Trampas Parker      | États-Unis      | TM           | 173              |                           | 2                       |                                |
| 9     | Philippe Dupasquier | Suisse          | TM           | 172              |                           | 1                       |                                |
| 10    | Carl Nunn           | Grande-Bretagne | Yamaha       | 155              | 1                         | 2                       | 2                              |
| 11    | Steve Ramon         | Belgique        | Kawasaki     | 145              |                           |                         |                                |
| 12    | Alessandro Puzar    | Italie          | Yamaha       | 126              |                           | 2                       |                                |
| 13    | Brian Jorgensen     | Danemark        | Yamaha       | 103              |                           | 1                       | 1                              |
| 14    | Jeff Dement         | États-Unis      | Honda        | 83               |                           |                         |                                |
| 15    | Stephen Sword       | Grande-Bretagne | Honda        | 77               |                           |                         |                                |
| 16    | Christian Stevanini | Italie          | Husqvarna    | 71               |                           |                         |                                |
| 17    | Erik Camerlengo     | Italie          | Honda        | 65               |                           |                         |                                |
| 18    | Scott Sheak         | États-Unis      | Suzuki       | 61               |                           |                         |                                |
| 19    | Christian Ravaglia  | Italie          | Suzuki       | 61               |                           |                         |                                |
| 20    | Erik Eggens         | Pays-Bas        | Yamaha       | 60               |                           |                         |                                |
| 21    | Cédric Melotte      | Belgique        | KTM          | 53               |                           |                         |                                |
| 22    | Daniele Bricca      | Italie          | KTM          | 49               |                           |                         |                                |
| 23    | Sven Breugelmans    | Belgique        | Yamaha       | 48               |                           |                         |                                |
| 24    | Enrico Oddenino     | Italie          | KTM          | 42               |                           |                         |                                |
| 25    | Steve Boniface      | France          | Honda        | 41               |                           |                         |                                |
| 26    | Matthieu Lalloz     | France          | Yamaha       | 41               |                           |                         |                                |
| 27    | Johnny Aubert       | France          | Honda        | 29               |                           |                         |                                |
| 28    | Petri Jarvela       | Suède           | Honda        | 26               |                           |                         |                                |
| 29    | Tom Church          | Grande-Bretagne | Kawasaki     | 18               |                           |                         |                                |
| 30    | Ivan Lazzarini      | Italie          | Honda        | 18               |                           |                         |                                |

## Classement du Championnat du Monde 250 cm3
| Clas. | Pilote               | Pays               | Constructeur | Nombre de points | Nombre de victoires de GP | Nombre de podiums de GP | Nombre de victoires de manches |
| 1     | Frédéric Bolley      | France             | Honda        | 421              | 6                         | 9                       | 9                              |
| 2     | Mickaël Pichon       | France             | Suzuki       | 367              | 3                         | 8                       | 9                              |
| 3     | Pit Beirer           | Allemagne          | Kawasaki     | 340              | 1                         | 6                       | 2                              |
| 4     | Joshua Coppins       | Nouvelle-Zélande   | Suzuki       | 334              |                           | 4                       |                                |
| 5     | Claudio Federici     | Italie             | Yamaha       | 301              | 1                         | 3                       | 2                              |
| 6     | Gordon Crockard      | Irlande            | Honda        | 297              | 2                         | 6                       | 2                              |
| 7     | Yves Demaria         | France             | Honda        | 260              | 2                         | 3                       | 3                              |
| 8     | Paul Cooper          | Grande-Bretagne    | Husqvarna    | 249              |                           | 1                       |                                |
| 9     | Mickaël Maschio      | France             | Kawasaki     | 188              |                           | 4                       | 2                              |
| 10    | Danny Theybers       | Belgique           | KTM          | 151              |                           |                         |                                |
| 11    | Peter Iven           | Belgique           | Kawasaki     | 131              |                           |                         |                                |
| 12    | Alessandro Belometti | Italie             | Kawasaki     | 92               |                           |                         |                                |
| 13    | Marko Kovalainen     | Finlande           | Yamaha       | 84               |                           |                         |                                |
| 14    | Alessandro Zanni     | Italie             | Yamaha       | 82               |                           |                         |                                |
| 15    | Jussi Vehvilainen    | Finlande           | Honda        | 79               |                           |                         |                                |
| 16    | Colin Dugmore        | Afrique du Sud     | KTM          | 74               |                           |                         |                                |
| 17    | Ryan Hughes          | États-Unis         | Honda        | 73               |                           | 1                       | 1                              |
| 18    | Michal Kadlecek      | République tchèque | Suzuki       | 50               |                           |                         |                                |
| 19    | Remy Van Rees        | Pays-Bas           | Kawasaki     | 45               |                           |                         |                                |
| 20    | Serge Guidetty       | France             | Honda        | 41               |                           |                         |                                |
| 21    | Pierrick Paget       | France             | Honda        | 40               |                           |                         |                                |
| 22    | Justin Morris        | Grande-Bretagne    | Yamaha       | 38               |                           |                         |                                |
| 23    | Joakim Eliasson      | Suède              | Yamaha       | 38               |                           |                         |                                |
| 24    | Thierry Bethys       | France             | Honda        | 25               |                           |                         |                                |
| 25    | Lauris Freibergs     | Lettonie           | Honda        | 23               |                           |                         |                                |
| 26    | Joseph Alonso        | Espagne            | Honda        | 15               |                           |                         |                                |
| 27    | Nicolas Charlier     | France             | Kawasaki     | 14               |                           |                         |                                |
| 28    | Marco Dorsch         | Allemagne          | KTM          | 14               |                           | -                       |                                |
| 29    | Jiri Cepelak         | République tchèque | Yamaha       | 12               |                           |                         |                                |
| 30    | Mark Hucklebridge    | Grande-Bretagne    | Kawasaki     | 11               |                           |                         |                                |

## Classement du Championnat du Monde 500 cm3
| Clas. | Pilote                | Pays             | Constructeur | Nombre de points | Nombre de victoires de GP | Nombre de podiums de GP | Nombre de victoires de manches |
| 1.    | Joël Smets            | Belgique         | KTM          | 583              | 12                        | 14                      | 25                             |
| 2.    | Marnicq Bervoets      | Belgique         | Yamaha       | 432              | 3                         | 9                       | 5                              |
| 3.    | Peter Johansson       | Suède            | KTM          | 397              | 1                         | 8                       | 2                              |
| 4.    | Andrea Bartolini      | Italie           | Yamaha       | 369              |                           | 6                       |                                |
| 5.    | Darryl King           | Nouvelle-Zélande | Husqvarna    | 277              |                           | 3                       |                                |
| 6.    | Miska Aaltonen        | Finlande         | Husqvarna    | 201              |                           | 3                       |                                |
| 7.    | Joakim Karlsson       | Suède            | Honda        | 177              |                           |                         |                                |
| 8.    | Gert-Jan Van Doorn    | Pays-Bas         | VOR          | 150              |                           | 1                       |                                |
| 9.    | Massimo Bartolini     | Italie           | Yamaha       | 134              |                           | 1                       |                                |
| 10.   | Erwin Machtlinger     | Autriche         | Honda        | 131              |                           |                         |                                |
| 11    | Willie Van Wessel     | Pays-Bas         | Husqvarna    | 119              |                           |                         |                                |
| 12    | Avo Leok              | Estonie          | KTM          | 114              |                           | 1                       |                                |
| 13    | Marcel Van Drunen     | Pays-Bas         | Husqvarna    | 112              |                           |                         |                                |
| 14    | Christian Burnham     | Grande-Bretagne  | VOR          | 106              |                           |                         |                                |
| 15    | Fabrizio Dini         | Italie           | Husqvarna    | 93               |                           |                         |                                |
| 16    | Jonas Engdahl         | Suède            | KTM          | 90               |                           |                         |                                |
| 17    | Francisco Garcia Vico | Espagne          | Yamaha       | 81               |                           |                         |                                |
| 18    | James Marsh           | Grande-Bretagne  | KTM          | 68               |                           |                         |                                |
| 19    | Jonny Lindhe          | Suède            | Husqvarna    | 64               |                           | 1                       |                                |
| 20    | Damien King           | Nouvelle-Zélande | KTM          | 56               |                           |                         |                                |
| 21    | Mats Nilsson          | Suède            | Husaberg     | 53               |                           |                         |                                |
| 22    | Rupert Walkner        | Autriche         | KTM          | 51               |                           |                         |                                |
| 23    | Jonas Edberg          | Suède            | Honda        | 43               |                           | 1                       |                                |
| 24    | Shayne King           | Nouvelle-Zélande | KTM          | 40               |                           |                         |                                |
| 25    | Johan Boonen          | Belgique         | KTM          | 33               |                           |                         |                                |
| 26    | Roman Jelen           | Slovénie         | KTM          | 29               |                           |                         |                                |
| 27    | Siegfried Bauer       | Autriche         | KTM          | 27               |                           |                         |                                |
| 28    | Bernd Eckenbach       | Allemagne        | Yamaha       | 25               |                           |                         |                                |
| 29    | Andrew McFarlane      | Australie        | Kawasaki     | 22               |                           |                         |                                |
| 30    | Thierry Klutz         | Belgique         | VOR          | 16               |                           |                         |                                |